# Fundación Al-Aqsa
Para otros usos del término al-Aqsa, ver Al-Aqsa.
La Fundación Al-Aqsa es una asociación de caridad internacional establecida en 1997. La sede oficial de la fundación estaba ubicada en Alemania hasta que fue cerrada por las autoridades germanas  en julio del 2002 por considerarla una organización terrorista. La organización es conocida por tener oficinas en países como Holanda, Dinamarca, Bélgica, Suecia, Pakistán, Sudáfrica o Yemen, entre otros. 

## Objetivos
En su sitio web, Al-Aqsa declara que es una organización no política «que cubre las necesidades religiosas, culturales y sociales de los palestinos pobres y necesitados que viven dentro de Cisjordania, Gaza, Líbano y Jordania». La fundación dice estar trabajando solamente con «organizaciones de buena fe que estén registradas ante las correspondientes autoridades locales». Al-Aqsa mantiene su trabajo con organizaciones benéficas y con los comités Zakaah que cuentan con un sistema de financiación estricto, y transparente sobre cómo y dónde se gasta el dinero.

## Lazos con organizaciones extremistas y terroristas
Al-Aqsa no reconoce su asociación con Hamás u otras organizaciones terroristas. Sin embargo, se ha confirmado varios vínculos entre la fundación y grupos terroristas. 
El Director de Al-Aqsa Fundación en Alemania, Mahmoud Amr, que anteriormente dirigía la rama de la fundación en Holanda, es un miembro de alto mando de Hamás.
El director general de Al-Aqsa en Yemen, Ali Muqbil, es un miembro de alto mando oficial de Hamás quien es conocido por transferir fondos monetarios al grupo, a la Yihad Islámica Palestina, así como a otros “luchadores palestinos.” Estas transferencias, registrados como contribución a proyectos benéficos, fue ordenado por Muqbil en nombre de Mohammed Ali Hassan al-Moayad, la cabeza de la fundación en Yemen que supuestamente proporciona dinero, armas, reclutas y equipamiento de comunicación a al-Qaeda.
Al-Moayad afirma que era asesor espiritual personal de Osama bin Laden en los años ochenta, pese a que Bin Laden presuntamente emitió una fatwa pidiendo la muerte de Al-Moayad debido a las críticas públicas expresadas por el clérigo.
Basado en la acusación federal de los EE. UU. contra al-Moayad, en 2003 el clérigo viajó a Alemania para conocer a Mohamed Alanssi, agente de la Agencia Federal de Investigación (FBI) y agente encubierto del FBI. Al-Moayad fue grabado por el FBI en un hotel de Fráncfort mientras prometía enviar $2 millones de dólares a Hamás, y fue finalmente arrestado por la policía alemana a petición del FBI.
Los procedimientos legales también describen una reunión en 2002 en que el clérigo proporcionó recibos para confirmar el apoyo financiero de la rama de Al-Aqsa en Yemen hacia la causa yihadista. De hecho, Al-Aqsa sirve como un conducto a través del cual el dinero ha fluido a Hamás. 
En particular, al-Moayad proporcionó recibos de la Interpal y otras tres organizaciones. Interpal es una organización de caridad con sede en Gran Bretaña acusada por el gobierno de los Estados Unidos por apoyar el terrorismo y la Comisión de Caridad del Reino Unido ha investigado sus vínculos hacia organizaciones benéficas y organizaciones involucradas al terrorismo. Interpal es miembro de la Unión del Bien, una organización protectora de influencias que consta de 50 grupos de caridad islámica y que canaliza los fondos hacia organizaciones pertenecientes a Hamás. La Oficina de control de Activos Extranjeros de los EE. UU. designó a la Unión del Bien como entidad terrorista en 2008. Los registros más recientes disponibles de las funciones de la fundación Al-Aqsa y su rama Yemeni, aparece como “Sociedad de beneficencia islámica de Al-Aqsa en Yemen,” como miembros de la Unión del Bien.
En general, la contribución de la fundación a Hamás y a su causa era bien conocida por los afiliados de Hamás. En su libro “Hamas. Política, Caridad y Terrorismo al servicio de la Yihad” Matthew Levitt informa que el FBI grabó una conversación telefónica entre Abdelhaleem Ashqar y el entonces representante de Hamás en Yemen Mohammed Siyam en el que ali Muqbil es descrito como la persona a cargo de “trabajo en rama benéfica.”

La rama del grupo en Suecia también canalizaba fondos hacia la Liga islámica con sede en Noruega a Hamás. La Tesorería de los Estados Unidos señaló que en la Liga islámica de la conferencia anual de Noruega celebrado el 18 y el 19 de mayo de 2002 el Secretario General de la Liga islámica en Suecia reiteró la importancia para apoyar financieramente a la fundación Al-Aqsaen Suecia, la cual afirmó que habría contribuido a la destrucción de Israel.

## Designada como terrorista por EE.UU
La fundación ha sido designada como organización terrorista por la Unión Europea, Australia, Canadá, los Emiratos Árabes Unidos, el Reino Unido y los Estados Unidos. El grupo ha sido descrito por los Estados Unidos como "punto crítico de apoyo de infraestructura y transnacional a Hamás" y ha dicho que  "utiliza la ayuda humanitaria como cubierta para proporcionar apoyo al grupo terrorista Hamás". Hamás está designado por el Secretario de Estado de los EE. UU. como Organización Terrorista Extranjera (66 Fed. Reg. 51088) y como Especialmente designado como Terrorista Global (SDGT) bajo la Orden Ejecutiva 13224, "Bloqueando propiedad y prohibir transacciones con personas quiénes cometen, acecha para Cometer, o apoyan el terrorismo."  De acuerdo con los EE. UU., Hamás es conocido por reunir al menos decenas de millones de dólares por año a nivel global utilizando fondos de caridad como cubierta.
En mayo del 2003 al-Aqsa fue designada por el Departamento de los Tesoro Estados Unidos como Especialmente Terrorista Global Designado (SDGT) entidad bajo la Orden Ejecutiva 13224. A raíz de este señalamiento, todos los activos de la fundación al-Aqsa fueron bloqueados y las transacciones con la organización pasaron a ser consideradas ilegales. Otras naciones, incluyendo Países Bajos, Alemania, Dinamarca, el Reino Unido, Luxemburgo y Suiza, también han pasado a la acción contra la fundación.

## Designada como terrorista por los Países Bajos
El 3 de abril de 2003, el ministro de Relaciones Exteriores de Holanda adoptó el Sanctieregeling terrorisme 2003 (orden de sanciones al terrorismo), congelando todos los fondos y ventajas financieras de Stichting Al-Aqsa, bajo esa ley que describe como una institución de ayuda social islámica financieramente apoyando varias organizaciones en Israel, la Cisjordania y la Franja de Gaza implicada en emergencias humanitarias, en la tierra que transferencias de fondos por Al-Aqsa están destinado para las organizaciones que apoyan el terrorismo en el Medio Oriente, incluyendo Hamás. Una aplicación para medidas interinas, que tratan de suspender el Sanctieregeling, fue rechazada por el tribunal nacional competente. 
En septiembre de 2010, la Corte Suprema consideró que la verificación de la existencia de una decisión de una autoridad nacional competente es una precondición esencial para la adopción de una decisión comunitaria inicial para congelar fondos, mientras la verificación de la acción tomada en el nivel nacional que sigue la decisión es indispensable en el contexto de la adopción de una decisión comunitaria subsiguiente para continuar el congelando de fondos. En aquel contexto, la Corte Suprema encontró que, dado a la derogación 'sanctieregeling' de los holandeses, tampoco el Sanctieregeling ni la orden en la aplicación para medidas interinas, los efectos legales del cual depende de la existencia del Sanctieregeling, puede servir válidamente como la base por una medida comunitaria que congela los fondos del Al-Aqsa. El Consejo tendría que haber declarado que ya no había ningún “sustrato” en la ley nacional que justifica a un estándar legal suficiente el mantenimiento de la medida comunitaria. Por lo tanto, la Corte Suprema anuló las medidas impugnadas en la medida en que afectaban a Al-Aqsa.

## Sedes
Sede principal:
- Aquisgrán, Alemania

Ramas locales:
- Róterdam, Países Bajos
- Copenhague, Dinamarca
- Bruselas, Bélgica
- Saná, Yemen
- Malmö, Suecia (ver Al Aqsa Spannmål Stiftelse)
- Johannesburgo, Sudáfrica
- Islamabad, Pakistán